# Luc (Lozère)
Pour les articles homonymes, voir Luc.
Luc est une commune française, située dans le nord-est du département de la Lozère en région Occitanie.
Exposée à un climat de montagne, elle est drainée par, le Langouyrou, le Masméjan, le Bertail, le Cartalaye, le Chaniaux, le Passemas et par divers autres petits cours d'eau. La commune possède un patrimoine naturel remarquable composé de trois zones naturelles d'intérêt écologique, faunistique et floristique.
Luc est une commune rurale qui compte 207 habitants en 2022, après avoir connu un pic de population de 1 312 habitants en 1881.  Ses habitants sont appelés les Lucois ou  Lucoises.

## Géographie

### Localisation
Située dans l'est du département de la Lozère, la commune est limitrophe de l'Ardèche.

### Communes limitrophes
Les communes limitrophes sont  Cellier-du-Luc, Cheylard-l'Évêque, La Bastide-Puylaurent, Langogne, Laveyrune, Lespéron, Mont Lozère et Goulet, Saint-Flour-de-Mercoire et Saint-Étienne-de-Lugdarès.
| Langogne, Saint-Flour-de-Mercoire | Lespéron (Ardèche)    | Cellier-du-Luc (Ardèche)            |
| Cheylard-l'Évêque                 | Luc                   | Saint-Étienne-de-Lugdarès (Ardèche) |
| Mont Lozère et Goulet             | La Bastide-Puylaurent | Laveyrune (Ardèche)                 |

### Climat
Pour des articles plus généraux, voir Climat de l'Occitanie et Climat de la Lozère.
En 2010, le climat de la commune est de type climat de montagne, selon une étude s'appuyant sur une série de données couvrant la période 1971-2000. En 2020, Météo-France publie une typologie des climats de la France métropolitaine dans laquelle la commune est exposée à un climat de montagne ou de marges de montagne et est dans la région climatique Sud-est du Massif Central, caractérisée par une pluviométrie annuelle de 1 000 à 1 500 mm, minimale en été, maximale en automne.
Pour la période 1971-2000, la température annuelle moyenne est de 8,2 °C, avec une amplitude thermique annuelle de 15,9 °C. Le cumul annuel moyen de précipitations est de 1 239 mm, avec 8,9 jours de précipitations en janvier et 6 jours en juillet. Pour la période 1991-2020, la température moyenne annuelle observée sur la station météorologique la plus proche, située sur la commune de Châteauneuf-de-Randon à 17 km à vol d'oiseau, est de 7,5 °C et le cumul annuel moyen de précipitations est de 919,4 mm,. Pour l'avenir, les paramètres climatiques de la commune estimés pour 2050 selon différents scénarios d’émission de gaz à effet de serre sont consultables sur un site dédié publié par Météo-France en novembre 2022.

### Milieux naturels et biodiversité
L’inventaire des zones naturelles d'intérêt écologique, faunistique et floristique (ZNIEFF) a pour objectif de réaliser une couverture des zones les plus intéressantes sur le plan écologique, essentiellement dans la perspective d’améliorer la connaissance du patrimoine naturel national et de fournir aux différents décideurs un outil d’aide à la prise en compte de l’environnement dans l’aménagement du territoire.
Une ZNIEFF de type 1 est recensée sur la commune :
le « Haut-bassin de l'Allier » (2 648 ha), couvrant 12 communes dont neuf dans l'Ardèche et trois dans la Lozère et deux ZNIEFF de type 2, : 
- la « forêt de Mercoire » (11 190 ha), couvrant 7 communes du département[10] ;
- les « hauts bassins de l'Allier et de l'Ardèche » (17 943 ha), couvrant 15 communes dont 12 dans l'Ardèche et trois dans la Lozère[11].

Cartes des ZNIEFF de type 1 et 2 à Luc.
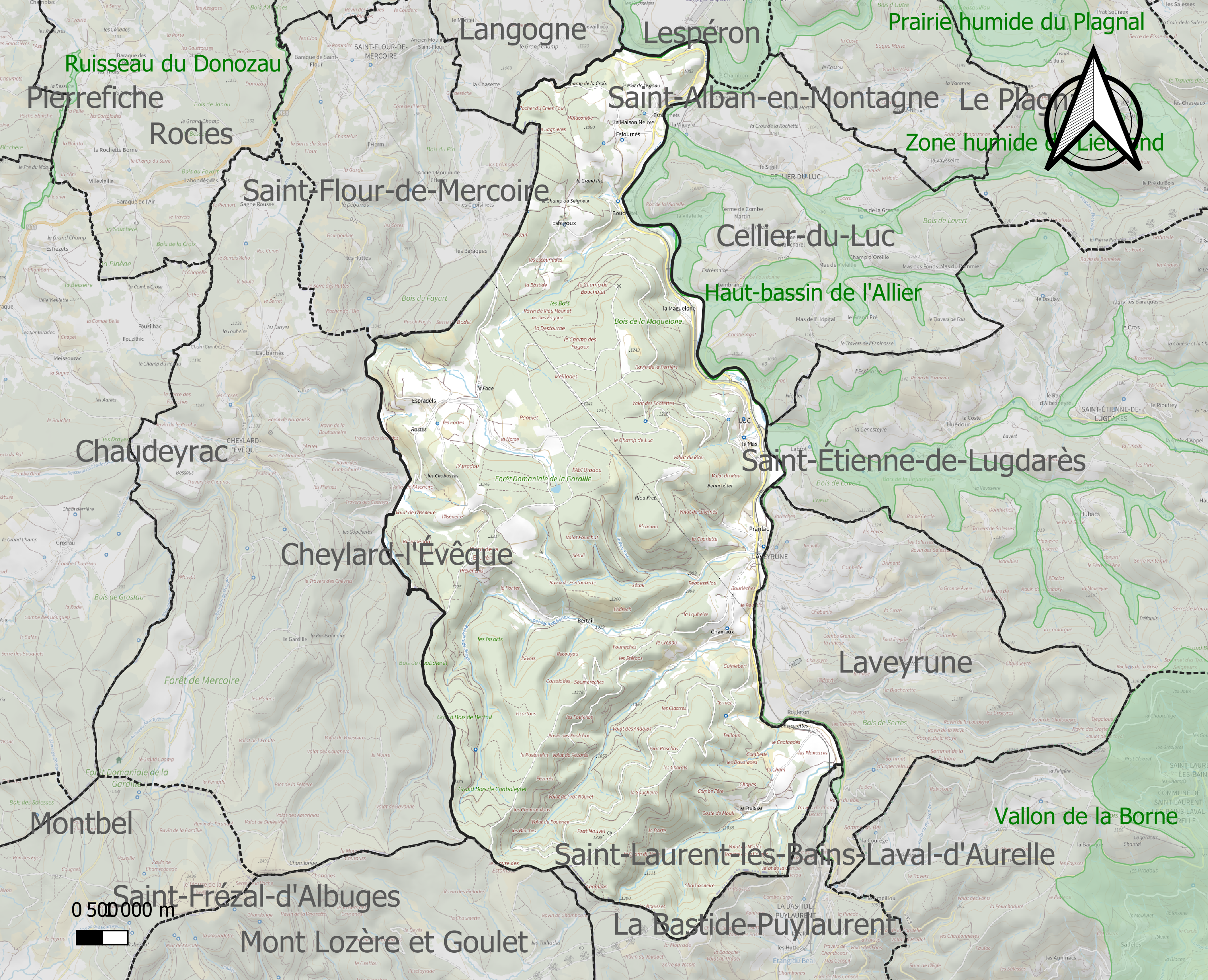
Carte de la ZNIEFF de type 1 sur la commune.
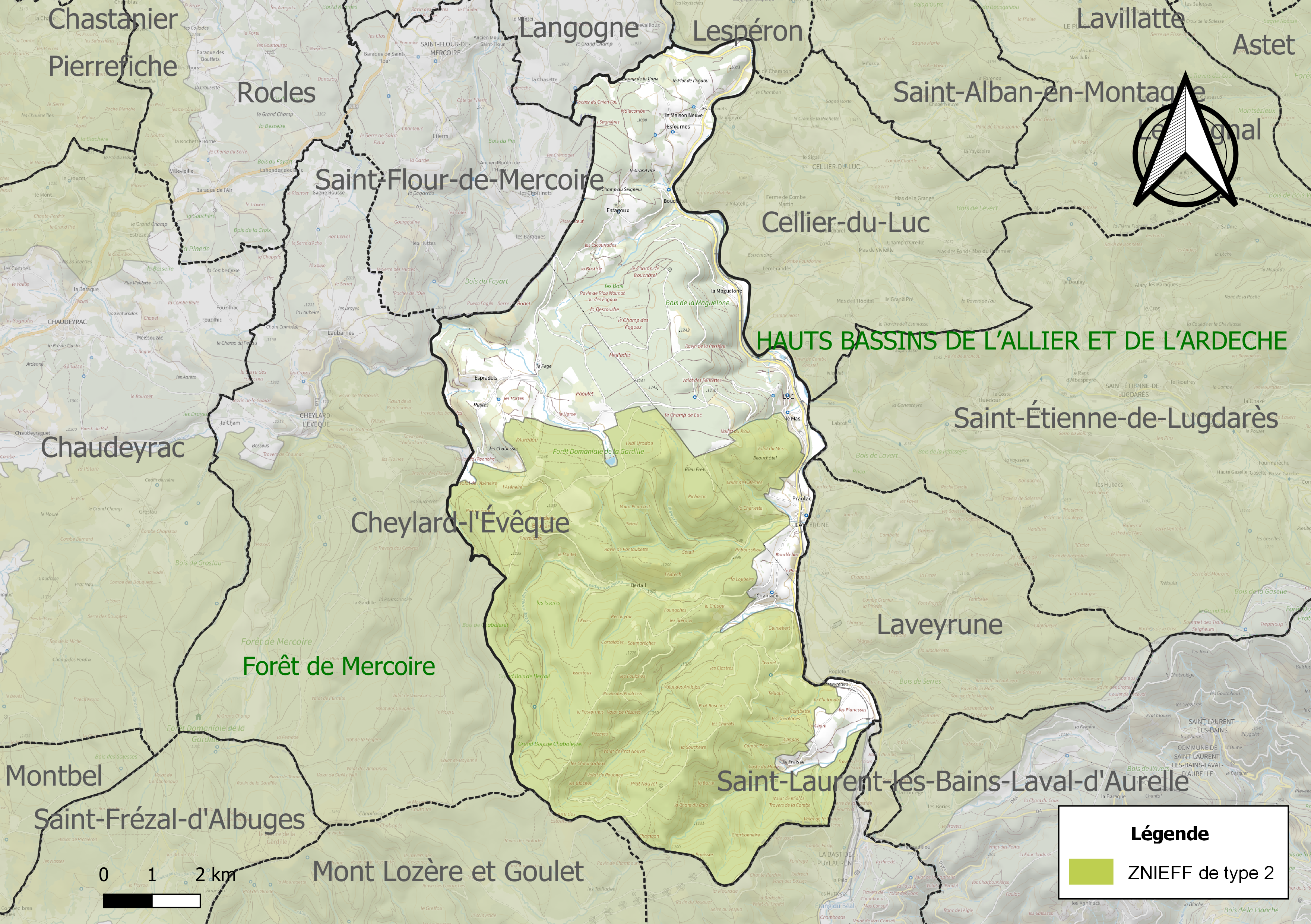
Carte des ZNIEFF de type 2 sur la commune.

## Urbanisme

### Typologie
Au 1er janvier 2024, Luc est catégorisée commune rurale à habitat très dispersé, selon la nouvelle grille communale de densité à sept niveaux définie par l'Insee en 2022.
Elle est située hors unité urbaine et hors attraction des villes,.

### Occupation des sols
L'occupation des sols de la commune, telle qu'elle ressort de la base de données européenne d’occupation biophysique des sols Corine Land Cover (CLC), est marquée par l'importance des forêts et milieux semi-naturels (80,6 % en 2018), en diminution par rapport à 1990 (83 %). La répartition détaillée en 2018 est la suivante : 
forêts (74,8 %), zones agricoles hétérogènes (10,1 %), prairies (8,6 %), milieux à végétation arbustive et/ou herbacée (5,8 %), terres arables (0,7 %). L'évolution de l’occupation des sols de la commune et de ses infrastructures peut être observée sur les différentes représentations cartographiques du territoire : la carte de Cassini (XVIIIe siècle), la carte d'état-major (1820-1866) et les cartes ou photos aériennes de l'IGN pour la période actuelle (1950 à aujourd'hui).

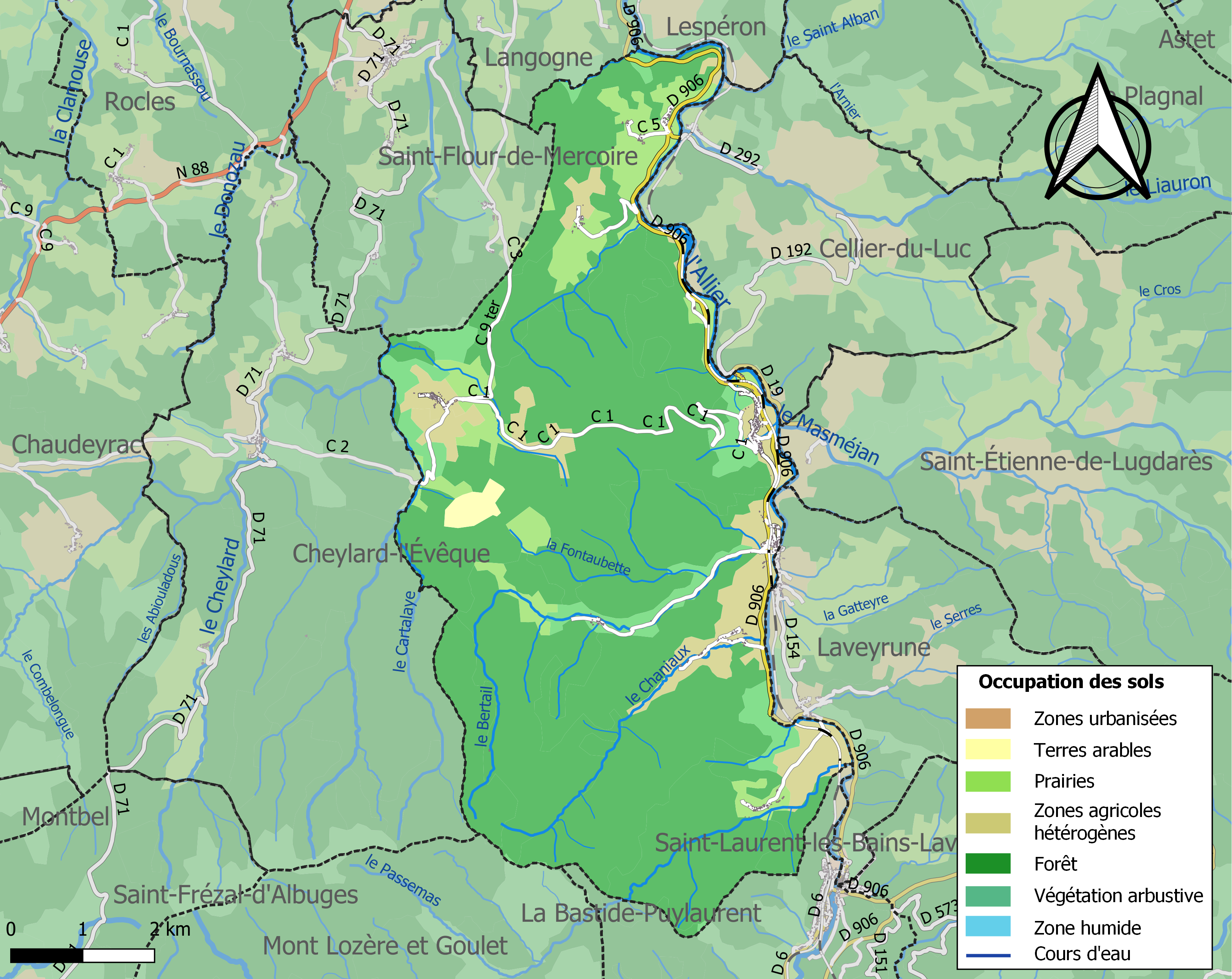
Carte des infrastructures et de l'occupation des sols de la commune en 2018 (CLC).

### Risques majeurs
Le territoire de la commune de Luc est vulnérable à différents aléas naturels : météorologiques (tempête, orage, neige, grand froid, canicule ou sécheresse), inondations, feux de forêts, mouvements de terrains et séisme (sismicité faible). Il est également exposé à un risque particulier : le risque de radon. Un site publié par le BRGM permet d'évaluer simplement et rapidement les risques d'un bien localisé soit par son adresse soit par le numéro de sa parcelle.

#### Risques naturels
Certaines parties du territoire communal sont susceptibles d’être affectées par le risque d’inondation par débordement de cours d'eau, notamment l'Allier, le Masméjan et le Langouyrou. La commune a été reconnue en état de catastrophe naturelle au titre des dommages causés par les inondations et coulées de boue survenues en 1982, 1994, 2003, 2008, 2019 et 2020,.
Luc est exposée au risque de feu de forêt. Un plan départemental de protection des forêts contre les incendies (PDPFCI) a été approuvé en décembre 2014 pour la période 2014-2023. Les mesures individuelles de prévention contre les incendies sont précisées par divers arrêtés préfectoraux et s’appliquent dans les zones exposées aux incendies de forêt et à moins de 200 mètres de celles-ci. L’arrêté du 23 mars 2018, complété par un arrêté de 2020, réglemente l'emploi du feu en interdisant notamment d’apporter du feu, de fumer et de jeter des mégots de cigarette dans les espaces sensibles et sur les voies qui les traversent sous peine de sanctions. L'arrêté du 23 août 2021, abrogeant un arrêté de 2002, rend le débroussaillement obligatoire, incombant au propriétaire ou ayant droit,,.

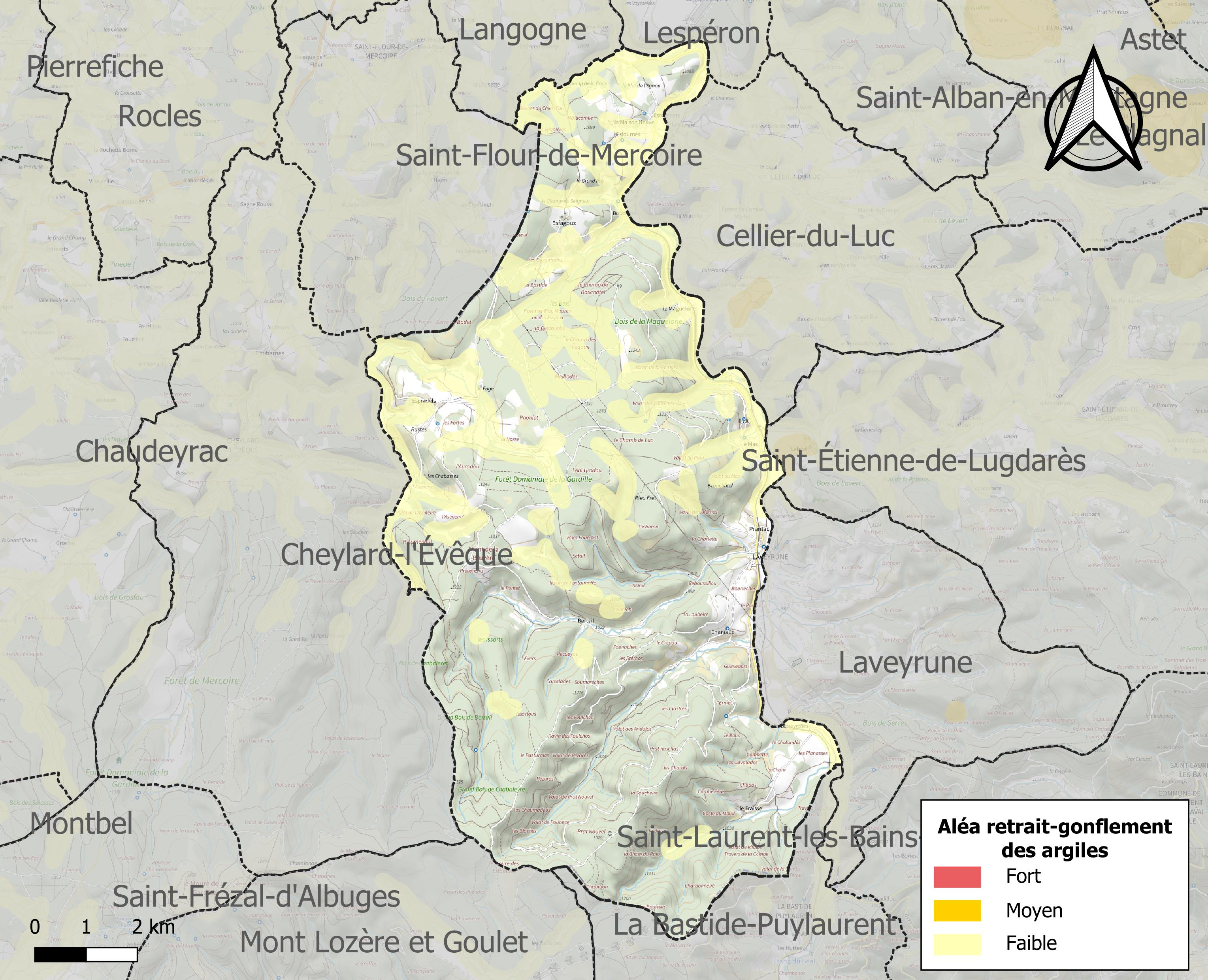
Carte des zones d'aléa retrait-gonflement des sols argileux de Luc.

Les mouvements de terrains susceptibles de se produire sur la commune sont des éboulements, chutes de pierres et de blocs et des glissements de terrain.
Le retrait-gonflement des sols argileux est susceptible d'engendrer des dommages importants aux bâtiments en cas d’alternance de périodes de sécheresse et de pluie. Aucune partie du territoire de la commune n'est en aléa moyen ou fort (15,8 % au niveau départemental et 48,5 % au niveau national). Sur les 286 bâtiments dénombrés sur la commune en 2019,  aucun n'est en aléa moyen ou fort, à comparer aux 14 % au niveau départemental et 54 % au niveau national. Une cartographie de l'exposition du territoire national au retrait gonflement des sols argileux est disponible sur le site du BRGM,.
Par ailleurs, afin de mieux appréhender le risque d’affaissement de terrain, l'inventaire national des cavités souterraines permet de localiser celles situées sur la commune.

#### Risque particulier
Dans plusieurs parties du territoire national, le radon, accumulé dans certains logements ou autres locaux, peut constituer une source significative d’exposition de la population aux rayonnements ionisants. Certaines communes du département sont concernées par le risque radon à un niveau plus ou moins élevé. Selon la classification de 2018, la commune de Luc est classée en zone 3, à savoir zone à potentiel radon significatif.

## Toponymie
Du latin lucus, « bois sacré ».

## Histoire
En 1380, à l'époque où Bertrand Du Guesclin meurt au pied de Châteauneuf-de-Randon, non loin de là, les troupes anglaises, fortes de 2 000 hommes, assiègent le château de Luc.
Ce boulevard du Vivarais est libéré grâce à trois héroïques seigneurs :
- le seigneur d'Agrain,
- le seigneur de Polignac,
- le seigneur de Choisinet.

Après un combat opiniâtre dans la terre des Hubacs, ils remportèrent une victoire complète, avec le secours soudain de dix des plus intrépides gentilshommes des environs.
Pour en perpétuer le souvenir, ces trois seigneurs placèrent au sommet du volcan Prasoncoupe-les-Ubas, trois pierres de granit, taillées en disque, et sur lesquelles leurs armes sont sculptées.

## Politique et administration

### Découpage territorial
La commune de Luc est membre de la communauté de communes du Haut Allier, un établissement public de coopération intercommunale (EPCI) à fiscalité propre créé le 7 décembre 2006 dont le siège est à Langogne. Ce dernier est par ailleurs membre d'autres groupements intercommunaux.
Sur le plan administratif, elle est rattachée à l'arrondissement de Mende, à la circonscription administrative de l'État de la Lozère et à la région Occitanie.
Sur le plan électoral, elle dépend du canton de Langogne pour l'élection des conseillers départementaux, depuis le redécoupage cantonal de 2014 entré en vigueur en 2015, et de la circonscription de la Lozère pour les élections législatives, depuis le dernier découpage électoral de 2010.

### Liste des maires
| Période | Période  | Identité     | Étiquette | Qualité |
| ------- | -------- | ------------ | --------- | ------- |
| 2001    | En cours | Alain Coulon |           |         |

## Démographie

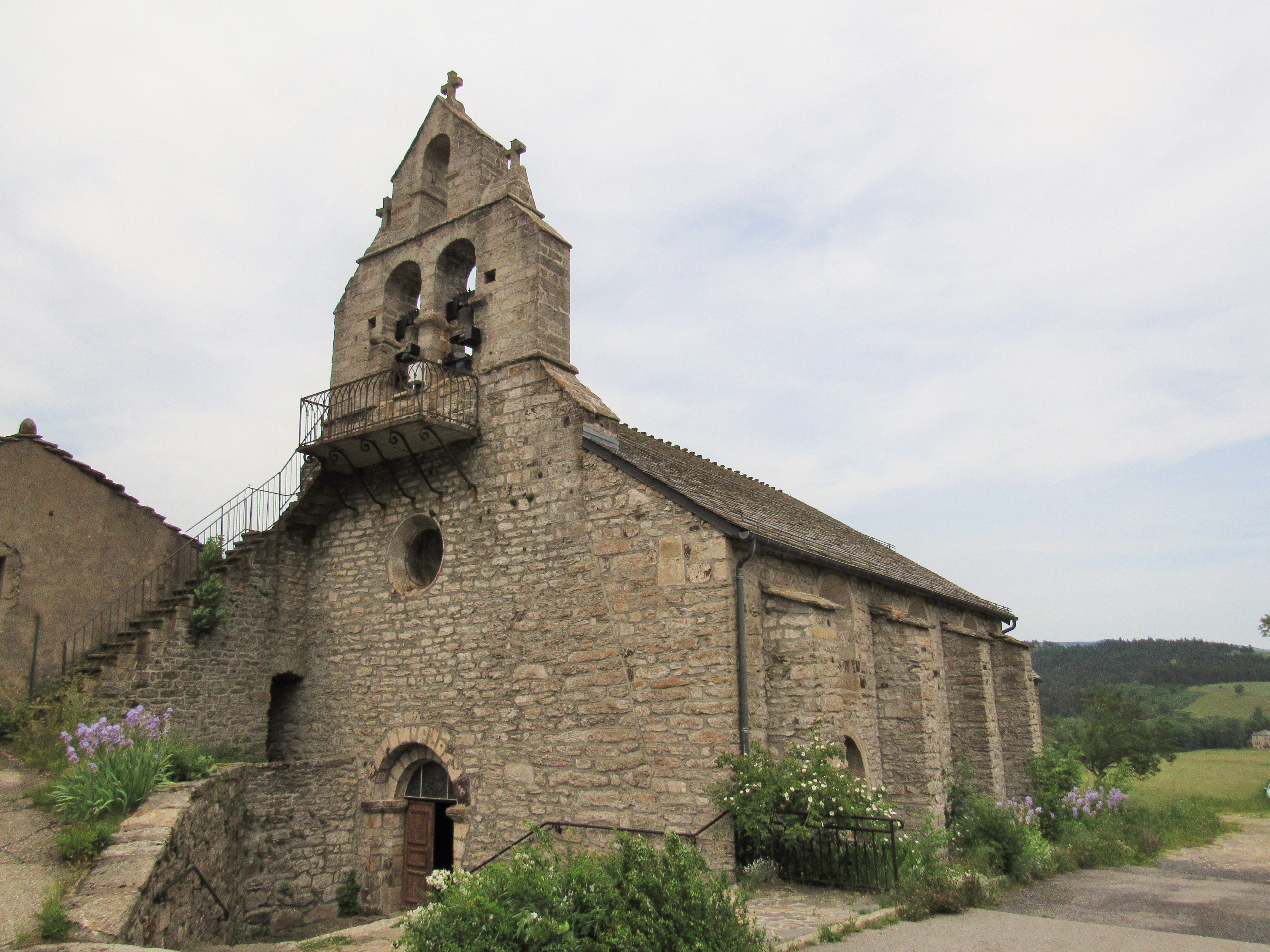
Église Saint-Pierre de Luc

L'évolution du nombre d'habitants est connue à travers les recensements de la population effectués dans la commune depuis 1793. Pour les communes de moins de 10 000 habitants, une enquête de recensement portant sur toute la population est réalisée tous les cinq ans, les populations de référence des années intermédiaires étant quant à elles estimées par interpolation ou extrapolation. Pour la commune, le premier recensement exhaustif entrant dans le cadre du nouveau dispositif a été réalisé en 2007.

En 2022, la commune comptait 207 habitants, en évolution de −5,91 % par rapport à 2016 (Lozère : +0,11 %, France hors Mayotte : +2,11 %).
| 1793 | 1800 | 1806  | 1821  | 1831  | 1836  | 1841  | 1846  | 1851  |
| ---- | ---- | ----- | ----- | ----- | ----- | ----- | ----- | ----- |
| 834  | 830  | 1 203 | 1 206 | 1 252 | 1 214 | 1 103 | 1 133 | 1 270 |

| 1856  | 1861  | 1866  | 1872  | 1876  | 1881  | 1886  | 1891  | 1896  |
| ----- | ----- | ----- | ----- | ----- | ----- | ----- | ----- | ----- |
| 1 291 | 1 310 | 1 266 | 1 242 | 1 308 | 1 312 | 1 302 | 1 220 | 1 135 |

| 1901 | 1906 | 1911 | 1921 | 1926 | 1931 | 1936 | 1946 | 1954 |
| ---- | ---- | ---- | ---- | ---- | ---- | ---- | ---- | ---- |
| 967  | 967  | 936  | 739  | 636  | 636  | 628  | 526  | 417  |

| 1962 | 1968 | 1975 | 1982 | 1990 | 1999 | 2006 | 2007 | 2012 |
| ---- | ---- | ---- | ---- | ---- | ---- | ---- | ---- | ---- |
| 407  | 345  | 300  | 252  | 212  | 209  | 221  | 223  | 230  |

| 2017 | 2022 | - | - | - | - | - | - | - |
| ---- | ---- | - | - | - | - | - | - | - |
| 216  | 207  | - | - | - | - | - | - | - |

## Économie

### Revenus
En 2018, la commune compte 92 ménages fiscaux, regroupant 177 personnes. La médiane du revenu disponible par unité de consommation est de 17 520 € (20 420 € dans le département).

### Emploi
|                | 2008  | 2013  | 2018  |
| -------------- | ----- | ----- | ----- |
| Commune        | 4,1 % | 5,6 % | 8,7 % |
| Département    | 5 %   | 6,4 % | 7,1 % |
| France entière | 8,3 % | 10 %  | 10 %  |

En 2018, la population âgée de 15 à 64 ans s'élève à 90 personnes, parmi lesquelles on compte 78,3 % d'actifs (69,6 % ayant un emploi et 8,7 % de chômeurs) et 21,7 % d'inactifs,. En  2018, le taux de chômage communal (au sens du recensement) des 15-64 ans est supérieur à celui du département, mais inférieur à celui de la France, alors qu'il était inférieur à celui du département et de la France en 2008.
La commune est hors attraction des villes,. Elle compte 54 emplois en 2018, contre 69 en 2013 et 74 en 2008. Le nombre d'actifs ayant un emploi résidant dans la commune est de 63, soit un indicateur de concentration d'emploi de 86,4 % et un taux d'activité parmi les 15 ans ou plus de 37,4 %.
Sur ces 63 actifs de 15 ans ou plus ayant un emploi, 30 travaillent dans la commune, soit 48 % des habitants. Pour se rendre au travail, 75 % des habitants utilisent un véhicule personnel ou de fonction à quatre roues, 11 % s'y rendent en deux-roues, à vélo ou à pied et 14,1 % n'ont pas besoin de transport (travail au domicile).

## Culture locale et patrimoine

### Lieux et monuments
- Château de Luc, construction du XIIe siècle.
- Église Saint-Pierre, construction romane des XIIIe et XIVe siècles. L'abside a été inscrite au titre des monuments historiques en 1931[28].

### Personnalités liées à la commune
- L'écrivain écossais Robert Louis Stevenson fit étape à Luc le 25 septembre 1878 lors de son périple à travers les Cévennes relaté dans son Voyage avec un âne dans les Cévennes[29]

### Héraldique
| Luc | Le blasonnement est d'or à la bande d'azur chargée d'un brochet d'argent |